# Julián Ruete
Julián Ruete Muniesa (Madrid, 29 gennaio 1887 – Barcellona, 15 marzo 1939) è stato un calciatore, arbitro di calcio e allenatore di calcio spagnolo.

## Carriera

### Giocatore
Dal 1904 al 1910, Ruete fu calciatore e socio del Real Madrid e segretario del consiglio dello stesso. In seguito lasciò il Real per giocare nel ruolo di centrocampista nell'Atlético Madrid, all'epoca squadra satellite dell'Athletic Bilbao.

### Dirigente
Nel 1912 Ruete fu eletto presidente dell'Atlético Madrid, carica che manterrà fino al 1919, anno in cui fu avvicendato da Álvaro de Aguilar. Dal 1921 al 1923 sarà nuovamente presidente dell'Atlético. Durante il suo periodo di presidenza l'Atlético fu campione regionale, vicecampione nazionale e passò a giocare le partite casalinghe all'Estadio Metropolitano de Madrid.

### Arbitro
Ruete fu anche arbitro di calcio e per un breve periodo, presidente del Comitato Nazionale degli Arbitri della RFEF. Tra le partite da lui dirette si può ricordare la finale della Coppa del Re 1919 vinta dall'Arenas Club de Getxo.

### Allenatore
Ruete ricoprì l'incarico di commissario tecnico della Spagna dal 1921 al 1922 per quattro partite.